# Maat Mons
Maat Mons é o vulcão mais alto do planeta Vênus. Situa-se a 8 quilômetros acima do raio médio do planeta, a 0.9° de latitude norte e 194.5° de longitude leste. Recebeu o nome da deusa egípcia da verdade e da justiça, Ma'at.